# Bunodophoron pinnatum
Bunodophoron pinnatum é uma espécie de líquen da família Sphaerophoraceae. Foi descrito cientificamente em 2011.